# كارين تاتل
كارين تاتل (بالإنجليزية: Karen Tuttle)‏ هي معلمة موسيقى أمريكية، ولدت في 28 مارس 1920 في لويستون في الولايات المتحدة، وتوفيت في 16 ديسمبر 2010 في فيلادلفيا في الولايات المتحدة بسبب مرض.

## وصلات خارجية
- كارين تاتل على موقع ميوزك برينز (الإنجليزية)
- كارين تاتل على موقع ديسكوغز (الإنجليزية)